# Antares (Arizona)
Antares es un lugar designado por el censo ubicado en el condado de Mohave en el estado estadounidense de Arizona. En el Censo de 2010 tenía una población de 126 habitantes y una densidad poblacional de 75,19 personas por km².

## Geografía
Antares se encuentra ubicado en las coordenadas 35°25′23″N 113°48′30″O / 35.42306, -113.80833. Según la Oficina del Censo de los Estados Unidos, Antares tiene una superficie total de 1.68 km², de la cual 1.68 km² corresponden a tierra firme y (0%) 0 km² es agua.

## Demografía
Según el censo de 2010, había 126 personas residiendo en Antares. La densidad de población era de 75,19 hab./km². De los 126 habitantes, Antares estaba compuesto por el 83.33% blancos, el 0% eran afroamericanos, el 4.76% eran amerindios, el 1.59% eran asiáticos, el 0.79% eran isleños del Pacífico, el 3.17% eran de otras razas y el 6.35% pertenecían a dos o más razas. Del total de la población el 11.11% eran hispanos o latinos de cualquier raza.